# Pneuma
Pneuma (řecké slovo πνεύμα s významem „vzduch“, „dech“, „duch“, v širším smyslu „dech života“) je vzdušná či ohnivá podstata světa. Jde o ústřední pojem stoicismu.
Pro první stoiky je Bůh opravdu dech šířící se celým světem, tvůrčí oheň, či přesněji řečeno směs ohně a vzduchu, ztělesňující aktivní princip. Ten, dále smíšen s pasivními živly, zemí a vodou, vytváří veškerá těla, zvířata, rostliny a minerály. V dokonalém smíšení s pasivní matérií propůjčuje pneuma tělům konzistenci, vnitřní pnutí (tonos), a zároveň zajišťuje jednotu světa, prodchnutého substancí nesoucí sémě všech věcí (logoi spermatikoi).
Během procesu integrace pojmů stoické filosofie do novoplatonismu a především pod vlivem křesťanství zduchovněl pojem pneuma do té míry, že překročil rámec alchymické či chemické teorie matérie. Stoická stopa se ztrácí kdesi v řecké alexandrijské alchymii. Zósimos z Panopole již označuje pojmem pneuma jakoukoli vzdušnou substanci. Lékařská literatura arabského a latinského středověku, inspirovaná Galénem, pak rozšířila stoickou představu causa contentiva, zajišťující soudržnost těl a jakožto spiritus innatus dávající bytostem život. Tak se mohla v alchymických naukách opět vynořit představa duchovní substance, která provívá svět a pod různými označeními vytváří podstatu tří říší přírody; velmi často si přitom alchymisté nebyli jasně vědomi jejího stoického původu.
Pojem pneuma můžeme rozpoznat v nesčetných variantách vazké vlhkosti, v níž přírodní filosofové a alchymisté od středověku až do 18. století spatřovali příčinu soudržnosti těl, jejich rozpínavosti i jejich hořlavosti – ať už jde o bitumen, síru, terra pinguis Johanna Joachima Bechera, flogiston Georga Ernsta Stahla, nebo dokonce o elektřinu. Zvláštní vlastnosti pneuma však lze spatřovat i v kvintesenci Jana z Rupescissy, nebo u Paracelsa, kde těla proniká a udržuje jemná substance. Důležitost koncepce se ukazuje ve snaze cestou destilace izolovat univerzálního ducha, který je předstupněm kovů i životním duchem.
O tohoto ducha, nazývaného občas vzdušný sanytr nebo Spirit of nitre, se zajímali Robert Fludd, Michael Sendivogius, Johann Baptist van Helmont a další; Johann Rudolf Glauber jej nazval miraculum mundi.
Pierre Jean Fabre ve svém Palladium Spagyricum („Spagyrický chrám“, Toulouse 1624) výslovně sbližuje stoickou teorii duha, který dává světu sílu (spiritus mundi) s alchymickým učením o všepronikající substanci a ztotožňuje pneuma s „duchem světa“.

## Pneuma v křesťanství
Pneuma je v Novém zákoně ze Starého zákona převzatý pojem pro vnitřní živý charakter člověka, který mu Bůh daroval a který je závislý na Božím ustanovení, odhaluje se postupně ve své hloubce, a tak odlišuje a současně udržuje pohromadě mnoho vzájemně se překrývajících pojmů:
- princip života živého člověka v protikladu k mrtvému; jeho duchovnost včetně jeho smýšlení; jeho „pneumatické“ nadání od Boha, jež ho činí před Bohem spravedlivým, teprve vlastně živým a spřízněným s Bohem;
- vlastní Boží osobní žívot jako svatou lásku, jež je dána přítomností oslaveného Ježíše Krista v ospravedlněném člověku a svobodným milostiplným sebesdílením Božím jako nejvnitřnějším základem ospravedlněného posvěceného člověka povolaného k účasti na Boží slávě, která ho proměňuje, a jako mesiášsko-eschatologický vítězný princip protikladný k pouhému tělu a světu a jako princip jednoty života církve a jejího svátnostného působení i jejího slova.